# Choi Jeonghui
Pour les articles homonymes, voir Choi.
Dans ce nom coréen, le nom de famille, Choi, précède le nom personnel.
Choi Jeonghui (en hangeul : 최정희, 3 décembre 1912 - 21 décembre 1990) est une romancière sud-coréenne. 

## Biographie
Choi Jeonghui est née sous le nom de Choi Damin à Tanchon dans la province de Hamgyong du Sud le 3 décembre 1912. Choi Jeonghui déménage rapidement à Séoul pour suivre ses études secondaires notamment au lycée des filles Sookmyuong puis à l'université Chung-ang avec pour spécialité l'éducation des enfants. Après avoir obtenu son diplôme dans cette même institution en 1929, Choi commence à travailler en tant qu'enseignante à Haman dans la province de Gyeongsangnam-do, mais finit par déménager au Japon un an plus tard. Tout en travaillant comme enseignante de maternelle au Japon, elle participe à la Conférence des étudiants de théâtre organisée par Yoo Chijin et Kim Dongwon. 
Son premier ouvrage paraît en 1931 sous le titre de Un espion légitime (Jeongdanghan seupa-i) dans la revue littéraire La terre de Corée (Samcheolli). Même si elle ne participait d'aucun groupe de résistants, elle est arrêtée et emprisonnée en 1934 alors qu'on l'accuse de faire partie du groupe d'écrivains coréens KAPF en lutte contre le gouvernement japonais. Après sa libération de prison l'année suivante, Choi part travailler pour le quotidien Chosun Ilbo en tant que journaliste. Elle fut également correspondante pour les écrivains du « club Air Force » des écrivains au cours de la Guerre de Corée. Elle travaille en tant que présidente de l'Association des écrivains féminines en Corée. Elle a reçu le prix de la littérature en 1958 pour Hymne à la vie (Insaeng Changa) et le prix de la littérature féminine en 1965 pour son roman historique paru en série Choses humaines (Ingansa).
Choi Jeonghui est décédée le 21 décembre 1990 à l'âge de 88 ans.

## Œuvre
Le thème récurrent dans les romans de Choi Jeonghui est le sort des femmes intellectuelles dans une société patriarcale qui ne leur accorde que peu de place. Les héroïnes de Choi doivent ainsi lutter entre leurs propres visions du succès et de l'accomplissement de soi et les définitions sociales de la féminité. Dans sa célèbre trilogie Le pouls de la Terre (Jimaek), Le pouls de l'humanité (Inmaek) et Le pouls du ciel (Cheonmaek), cette lutte prend la forme d'un conflit romantique où les femmes sont tiraillées entre leur désir sexuel et l'instinct maternel. Dans Une maison hantée (Hyungga), l'héroïne, une journaliste, se bat contre les obstacles économiques et les coutumes sociales austères afin de soutenir et faire vivre sa famille. Choi Jeonghui capte ainsi les discriminations sociales ainsi que la marginalisation des femmes dans une société patriarcale en mettant toujours en scène un personnage central féminin à la voix dominante voire prophétique.

## Distinctions
- 1958 : Prix de la littérature pour 인생찬가 Hymne à la vie
- 1965 : Prix de la littérature féminine pour son roman historique paru en série 인간사 Choses humaines